# علی مطیع
علی مطیع نقاش و نگارگر ایرانی است.

## زندگی‌نامه
علی مطیع در سال ۱۲۹۵ در تهران به دنیا آمد. او در مدرسه صنایع مستظرفه به تحصیل پرداخت. عشق به نگارگری در او هویدا بوداز این رو در کارش مورد توجه هادی تجویدی قرار گرفت. وی توانست لیسانس مینیاتور خود را در سال ۱۳۲۴ کسب کند. وی از هنرمندان نسل دوم نگارگری و از شاگردان هادی خان تجویدی محسوب می‌شد. آثار نگارگری وی حاوی تکنیک‌ها و شیوه‌های هنر نگارگری ایرانی بود و به معرفی و دوام هنر نگارگری ایرانی بسیار کمک کرد. موزه هنرهای ملی ایران و موزه هنرهای معاصر تهران آثار بسیار زیادی از این هنرمند را در معرض نمایش قرا داده‌اند. تذهیب دو اثر قرآن و دیوان حافظ از آثار این هنرمند است که توسط کمیسیون ملی یونسکو منتشر شده‌است. مطیع با اتکا به مفاهیم معنوی هنر اسلامی و ادبیات وفرهنگ ایرانی و تأثیرپذیری از مکتب هرات و تبریز آثار خود را به جهانیان نمایش داد. پس از آن با ایجاد مکتب ایرانشهر تحولی بزرگ در مکتب نگارگری ایجاد کرد که در تاریخ هنر ایران بی نظیر بود.
وی سرانجام در ۱۱ مرداد ۱۳۸۷ در کالیفرنیای آمریکا درگذشت.

### افتخارات
1. مدال درجه یک نمایشگاه جهانی بروکسل
2. درجه یک هنر نگارگری ایران[۳]